# Carl Eduard Zappe
Carl Eduard Zappe (* 26. Juni 1843 in Ehrenbreitstein; † 26. März 1888 in Yokohama) war ein kaiserlich-deutscher Diplomat und Berater im ostasiatischen Raum.

## Leben
Carl Eduard Zappe trat nach dem Besuch der allgemeinen Schulen und einer kurzer Berufszeit als Matrose in den Dienst der britischen Marine ein. Hier erfolgte auch seine seemännische Ausbildung an der Marineakademie in Greenwich. Als Marineoffizier im Einsatz wurde er 1868 als Instrukteur bei den Marinestreitkräften in China eingesetzt. Von hier aus gelangte er 1871 nach Yokohama. Hier ließ er sich nieder, gründete eine Familie und wurde als Geschäftsmann tätig. Auf Grund seines Ansehens und seiner Erfahrungen im Überseehandel wurde er als amtierender Konsul für die hier tätigen deutschen Unternehmen eingesetzt. Innerhalb von drei Jahren der ehrenamtlichen Ausübung wurde er als hauptamtlicher Konsul in Yokohama eingesetzt. Das war genau der Zeitpunkt, als zwischen Deutschland und Japan der Aufbau von diplomatischen Beziehungen vereinbart wurde und sich daraus eine deutliche Aufwärtsentwicklung des überseeischen Handels von Europa aus ergab.
Um diesen Prozess auch persönlich zu unterstützen, engagierte sich Carl Eduard Zappe ebenfalls in anderen Bereichen zur Festigung der Beziehungen zwischen beiden Ländern. So beschäftigte er sich mit traditionellen Handwerkstechniken, sammelte japanische Kulturgüter und Gebrauchsgegenstände und machte sich mit der Lebens- und Arbeitswelt der japanischen Menschen vertraut. Ein Ergebnis dieser Auseinandersetzung mit japanischen Traditionen war sein Artikel in der Zeitschrift der Deutschen Gesellschaft für Natur- und Völkerkunde Ostasiens (OAG) 1873 zum Thema „Die Bereitung des japanischen Papiers“. Kurze Zeit darauf veröffentlichte er einen zweiten Artikel für Japan-interessierte Leser zum Thema „Die Zubereitung des Pflanzenwachses in Japan“. Als der amtierende Geschäftsträger der deutschen Gesandtschaft in Tokyo Max von Brandt Anfang 1875 kurzfristig die Geschäfte der Gesandtschaft in Peking übernehmen musste, übte Zappe ab Februar 1875 dieses Amt in Tokio kommissarisch aus. Im April reiste dann der Nachfolger für das Amt Theodor von Holleben in Tokyo an und übernahm die damit verbundenen Aufgaben wieder als hauptamtlicher Geschäftsträger. Ein Jahr darauf führte Zappe eine längere Reise nach Europa durch und besuchte dabei auch das Museum für Völkerkunde Dresden. Diesem Museum übergab er Teile seiner Sammlung an japanischen Fächern. Diese Stücke sind noch heute im Besitz des Museums unter der Rubrik „Uchiwa und Ögi“ (Blattfächer und Klappfächer). Nach seiner Rückkehr nach Japan wurde er Mitglied der Deutschen Gesellschaft für Natur- und Völkerkunde Ostasiens.
Auf Grund seines Ansehens und seiner wirtschaftlichen Kompetenz, nahm Carl Eduard Zappe 1882 gemeinsam mit dem deutschen Gesandten Karl von Eisendecher – zu der Zeit Geschäftsträger der Gesandtschaft in Washington – an den Verhandlungen zur Revision der 1854 durch die Vereinigten Staaten und Großbritannien geschlossenen Zwangsverträge teil. Im Ergebnis kam es zu einer Öffnung und gleichberechtigten Beziehung zwischen den einzelnen Staaten. Davon profitierte das Deutsche Reich in großem Maße, da sich dadurch die Wirtschafts- und Handelsbeziehungen zwischen beiden Ländern deutlich verbesserten. Ein Jahr darauf wurde er zu den zwischen Korea und Deutschland geführten internationalen Verhandlungen für einen Handels-, Freundschafts- und Schifffahrtsvertrag als Delegationsteilnehmer hinzugezogen. Dieser Vertrag wurde am 26. November 1883 abgeschlossen und war der Beginn der offiziellen wirtschaftlichen und kulturellen Beziehungen zwischen beiden Ländern. In Anerkennung seiner Leistungen wurde Zappe noch im gleichen Jahr der Titel eines Generalkonsuls verliehen. In Ausübung dieses Amtes wurde er 1884 durch die Niederlande, Norwegen und Schweden autorisiert, auch ihre konsularischen Interessen in Korea mit wahrzunehmen.

## Persönliches
Carl Eduard Zappe war mit Margarete Zappe (1847–1924) verheiratet. Aus der Ehe gingen die beiden Kinder Else und Heinrich hervor.
Im Jahr 1885 erkrankte Carl Eduard Zappe schwer an einer Herzinsuffizienz. In den Folgejahren verschlimmerte sich seine Krankheit und er verstarb am 26. März 1888 in deren Folge in Yokohama. Auf dem Ausländerfriedhof der Stadt fanden am 28. März die Trauerfeierlichkeiten zu seinem Ableben statt. Daran nahmen der damalige japanischen Premierminister Itō Hirobumi und der japanische Außenminister Aoki Shūzō teil. Hier wurde er auch beigesetzt.
Als Vormund für die beiden noch minderjährigen Kinder Else und Heinrich wurde der frühere deutsche Gesandte Max von Brand eingesetzt.